# Telmatoscopus acrobeles
Telmatoscopus acrobeles és una espècie d'insecte dípter pertanyent a la família dels psicòdids.

## Descripció
- Mascle: edeagus petit i en forma de "Y", antenes d'1,40 mm de llargària i ales amb taques als extrems de la nervadura i de 2,02 mm de longitud i 0,77 d'amplada.
- La femella no ha estat encara descrita.[3]

## Distribució geogràfica
Es troba a Indonèsia: Papua Occidental.